# 디지캡
주식회사 디지캡(Digicap)은 드림시큐리티를 모회사로 둔 디지털 보안 기업이다.
2021년, 사외이사가 서울대 법대 출신으로 사법연수원 31기라는 설로 인해 윤석열 관련주로 분류된 적이 있다.

## 내용주
1. ↑  드림시큐리티의 대표이사를 겸하고 있다.